# Benedikt Ottó
Benedikt Ottó (Budapest, 1897. május 18. – Budapest, 1975. november 25.) Kossuth-díjas magyar villamosmérnök, egyetemi tanár, a műszaki tudományok doktora, a Magyar Tudományos Akadémia rendes tagja. Kora ifjúságától kezdve részt vett a kommunista munkásmozgalomban, élete jelentős részében, 1920 és 1955 között ausztriai, majd szovjetunióbeli emigrációban élt. Tudósi életműve alapján a 20. századi magyarországi irányítástechnika, az automatizálási kutatások egyik jeles alakja, szervezőegyénisége volt. Tudományos pályáját kommutátoros motorok tervezésével kezdte, később a villamos gépek automatikájának, önműködő szabályozásának elméleti és gyakorlati kérdéseivel foglalkozott. Legjelentősebb fejlesztése és találmánya az autodin néven ismertté vált automatizált erősítőgép. Elméleti munkásságának számottevő eredménye a mágneses kör indukciós, feszültségi stb. jellemzőinek pontos kiszámítására alkalmas nomografikus eljárás kidolgozása. Kezdeményezésének és szervezőmunkájának köszönhetően alakult meg az MTA Számítástechnikai és Automatizálási Kutatóintézetének egyik intézményi jogelődje a budapesti műegyetemen, amelynek 1960 és 1970 között vezetője, illetve alapító igazgatója volt.

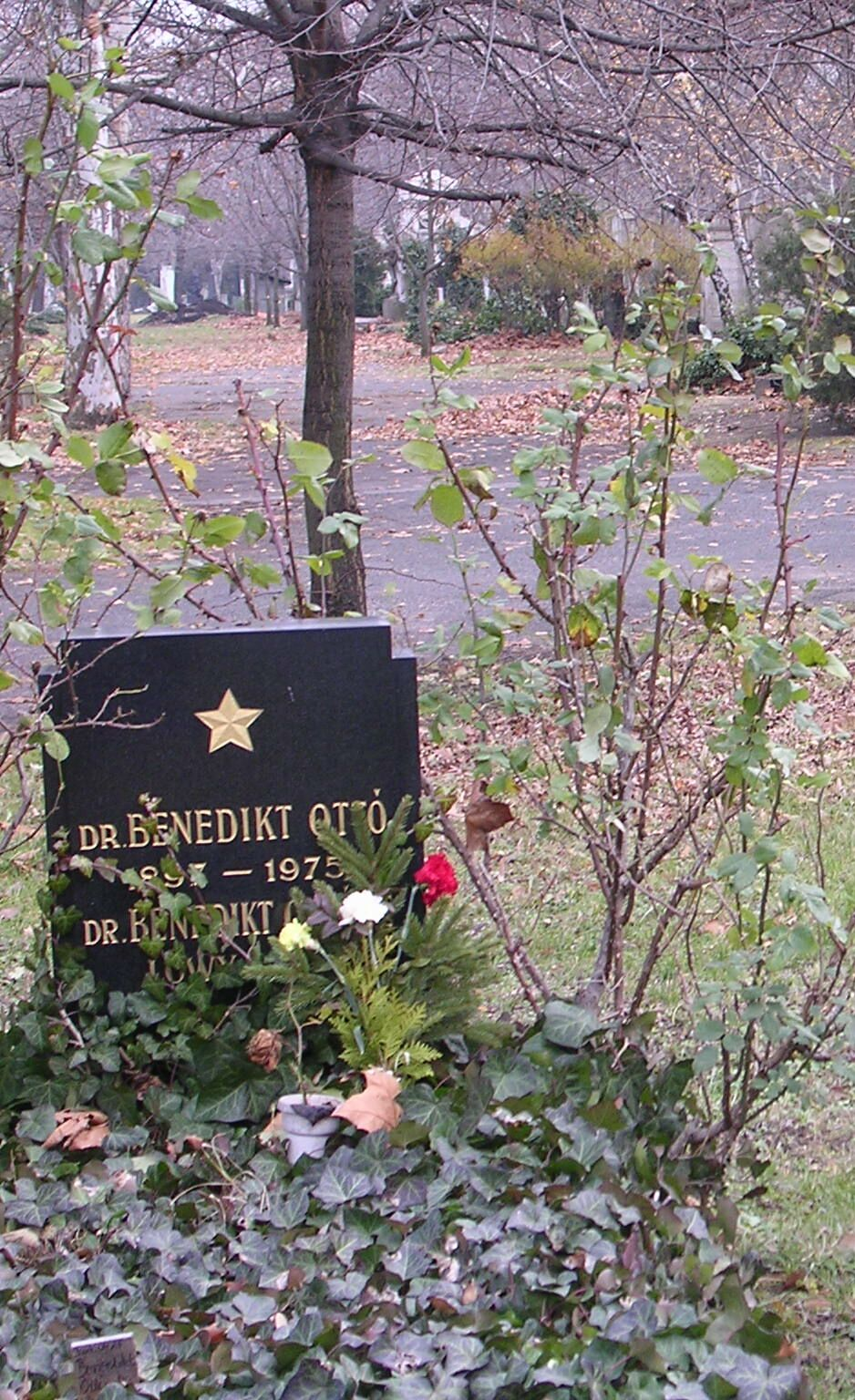
Sírja a Fiumei úti sírkertben (12-1-1)

## Életútja
Szülei Benedikt Vilmos (1858–1939) cs. és kir. orvos ezredes és Eckstein Ilona (1867–1934). Apai nagyszülei Benedikt Lipót és Stern Borbála, anyai nagyszülei Eckstein Albert és Wehle Amália (1836–1921) voltak. Érettségi vizsgái letételét követően az első világháborúban frontkatonaként, majd tüzértisztként harcolt. Ifjú felnőtt éveit a kommunista munkásmozgalomban való részvétel határozta meg. 1918 októberében szónokként vette ki a részét az őszirózsás forradalom kirobbanásához vezető tüntetésekből, majd 1918 decemberében belépett a Kommunisták Magyarországi Pártjába. A tanácsköztársaság kikiáltása után pártmegbízásból Ausztriába utazott, hogy az osztrák kommunista körökben segítse megérlelni a döntést a fegyveres forradalom mellett. Az osztrák rendőrség hamarosan letartóztatta, két hónapos vizsgálati fogságba vetette, majd hazatoloncolta. Benedikt Budapesten rendszeresen agitált, feloszlatta az ÉME gyülekezését, a tanácsköztársaság utolsó heteiben Kun Béla személyi titkáraként tevékenykedett, július elsején pedig Korvin Ottó bízta meg a telefonközpont szervezésével. A proletárdiktatúra bukása után, 1919 decemberében letartóztatták és előbb Hajmáskérre, majd Zalaegerszegre internálták. 1920 szeptemberében megszökött, Ausztriába emigrált, és az ottani munkásmozgalom szervezésében vett részt 1932-ig, emellett összekötőként az osztrák és a magyar kommunista pártok közötti kapcsolattartásért volt felelős. 1922-ben megszerezte az osztrák állampolgárságot, és belépett az Osztrák Kommunista Pártba (amelynek 1955-ig tagja is maradt). 1927-től tagja volt a párt központi bizottságának, három év elteltével a politikai bizottságnak, egyúttal a Die Rote Fahne című kommunista lapot szerkesztette. 1928-ban és 1931-ben mint osztrák küldött részt vett a Kommunista Internacionálé hatodik kongresszusán, illetve végrehajtó bizottsági ülésén. Ezekben az években többnyire gyári munkásként kereste a kenyerét, de időközben elvégezte a Bécsi Műszaki Egyetemet is, ahol 1930-ban villamosmérnöki és műszaki doktori oklevelet szerzett. Sztrájkok szervezése és egyéb munkásmozgalmi tevékenységei miatt többször letartóztatták, egy ízben hazaárulás vádjával két hónapon keresztül ült osztrák börtönben.
1932-ben a Szovjetunióba, Moszkvába települt át a sztálini kormányzat meghívására azzal a céllal, hogy az általa korábban kifejlesztett kommutátoros vontatómotor ipari gyártását elősegítse. 1939-ig a Moszkvai Sz. M. Kirov Dinamó Villamosgép-gyár tudományos tanácsadójaként irányította a munkát. 1938-ban, az anschlusst követően megfosztották osztrák állampolgárságától, de a sztálini kormány megadta neki a szovjet állampolgárságot. 1939-től mint vasutas ezredes a Moszkvai Energetikai Intézet (MEI) tanszékvezető egyetemi tanára volt. 1955-ben a szovjet kormány engedélyével hazatért Magyarországra, s még abban az évben a Budapesti Műszaki Egyetemen általa szervezett különleges villamos gépek – 1961-től villamos gépek – tanszékének tanszékvezető egyetemi tanára lett. 1966-ig irányította az ott folyó oktatómunkát, eközben tanszéke több ízben is átalakult: 1959-ben összevonták a villamos gépek üzemtana, valamint a villamos gépek és mérések katedrájával, 1961-ben pedig Csáki Frigyes vezetésével önállósodott és a Benedikt-tanszékből kivált az automatizálási tanszék. Egyidejűleg 1957–1958-ban a műegyetem rektori feladatait is ellátta, illetve tíz éven keresztül tagja volt a műegyetemi pártszervezet végrehajtó bizottságának. 1960-ban megszervezte és vezette az MTA Automatizálási Kutatólaboratóriumát, majd 1964-től 1970-ig az új nevén MTA Automatizálási Kutatóintézet igazgatója, 1971 után tudományos tanácsadója volt.
Temetésére 1975. december 1-jén került sor a Kerepesi úti temetőben a Munkásmozgalmi Panteonban (12-1-1).
Első felesége 1920-tól Ormos Erzsébet munkásmozgalmár volt, aki a Szovjetunióba költözésüket követően meghalt. Második felesége Lőwy Alice (1911–1993) osztrák származású orvos, gyermekgyógyász, az orvosi tudományok doktora volt. Házasságukból egy fiú- és egy lánygyermek született. Fiukat a második világháború idején elveszítették, leányuk Benedikt Szvetlána (1936) villamosmérnök, a műszaki tudományok doktora.

## Munkássága
Fő kutatási területe a villamos gépek, elsősorban a szabályozható vagy önműködően szabályozott fordulatszámú és teljesítményű, váltakozó áramú kommutátoros (egyfajta egyenirányítós) motorok, valamint az automatizált villamos hajtású gépek működési elvének tökéletesítése volt. Az 1920-as években kifejlesztette az 50 Hz-es rendszerű, önműködően kompenzált, váltakozó áramú kommutátoros motort, amelyet később főként a Szovjetunióban használtak vasúti vontatásra (Benedikt-motor). A kommutátoros motorok tervezése abban az időben rendkívüli nehézségekkel járt, miután a mágneses feszültség és fluxus bonyolult összefüggései mellett az ellenállások méreteinek pontos megállapítása is jóformán áthidalhatatlan akadályokba ütközött. Elméleti munkásságának jelentős eredményeként az 1930-as években kidolgozta az erősen telítődött, bonyolult mágneses körök tulajdonságainak nomografikus számítási módszerét, amellyel jelentősen hozzájárult a villamos gépek tervezésének egyszerűsödéséhez, ugyanakkor pontosabbá válásához. A második világháborút követően fő kutatásai a dízelmotor villamos berendezésének újragondolására irányultak, és ennek eredményeként fejlesztett ki olyan aszinkron motort, amelyet önműködően szabályozott, frekvenciával gerjesztett kommutátoros generátor táplált. Ezen eredményei alapján, az addig általa tervezett kommutátoros motorok továbbfejlesztésével dolgozta ki az általa autodinnek elnevezett, nagy teljesítményű villamos hajtásokhoz is alkalmas automatizált erősítőgépet, amelyet elsősorban a vasúti vontatásban, de szerszámgépek és daruk meghajtására is használtak. Ezt később kiszorították a használatból a félvezető egyenirányítókkal szabályozott, mágneses erősítőkkel működtetett villamos hajtású gépek, amelyeknek fejlesztésében maga Benedikt és egyetemi munkatársai is élen jártak Magyarországon.
1955 után a magyarországi automatizálási kutatások elméleti és gyakorlati műhelyét szervezte meg a Budapesti Műszaki Egyetem falai között, egyik fő szószólója volt a széles matematikai alapokon fekvő automatizálási és műszaki kibernetikai kutatások fontosságának. Törekvéseinek köszönhetően alakulhatott meg a műegyetemen az MTA Számítástechnikai és Automatizálási Kutatóintézet egyik elődintézménye. A műegyetemi oktatásba bevezette a különleges villamos gépek, az ipari elektronika, a villamos hajtás és az áramirányítók tantárgyainak oktatását, s vezetésével a tanszéki munkaközösség számos egyetemi tankönyvet és jegyzetet írt ezekben a témakörökben.
Ifjú korában a szépirodalomban is kipróbálta magát. 1921-ben Bécsben, Dickens írói álnév alatt (és egy szintén fiktív műfordító, Benkő Ervin megjelölésével) jelent meg az Egy úrifiú története című kisregénye, amelynek kommunista eszmeisége ellen Bethlen miniszterelnök is kirohant egy parlamenti ülésszakon. 1965-ben a Magyar pokol című elbeszélésantológiában újra kiadták a kisregényt, ekkor vált közismertté, hogy szerzője Benedikt Ottó volt. Az 1930-as években szovjet lapokban megjelenő írásaiban marxista közgazdasági problémákkal is foglalkozott.

### Szervezeti tagságai és elismerései
1956-ban a Magyar Tudományos Akadémia levelező, 1958-ban rendes tagjává választották. Több tisztséget is betöltött az Akadémia szervezetében, így 1959-től elnöke volt az automatikai és energetikai szakcsoportnak, 1960-tól az automatizálási kutatócsoportnak, 1964-től a Tudományos Minősítő Bizottság energetikai szakbizottságának, valamint 1967-től tagja a találmányi bizottságnak. 1959-től alelnöke volt a Nemzetközi Automatizálási Szövetségnek (IFAC), 1961-től díszelnöke a Magyar Elektrotechnikai Egyesületnek. Közreműködött az Országos Műszaki Fejlesztési Bizottság létrehozásában, amelynek elnökségi tagja is volt.
1958-ban életműve elismeréseként átvehette a Kossuth-díj második fokozatát, 1968-ban közéleti és tudományos munkásságáért az Akadémiai Aranyérmet. Díszdoktorává avatta a Budapesti Műszaki Egyetem (1967), valamint a Moszkvai Energetikai Intézet (1971). Emellett kitüntették a Munka Érdemrenddel (1958, 1962), a Munka Vörös Zászló Érdemrendjével (1967), a Szocialista Hazáért érdemrenddel (1967) és a Munka Érdemrend arany fokozatával (1968) is.

### Főbb művei
- Die neue elektrische Maschine „Autodyne”. Budapest: Akadémiai. 1957.
- Nagytelítésű bonyolult mágneses körök új számítási módszere. Budapest: Akadémiai. 1958.  
  - Németül: Die nomographische Methode der Berechnung komplizierter und stark gesättigter magnetischer Kreise elektrischer-Maschinen. Budapest: Akadémiai. 1960.
- Különleges villamosgépek I–II. Budapest: Budapesti Műszaki Egyetem. 1959.
- The autodyne: A new electrical machine. New York: Pergamon Press. 1960.
- Beiträge zur Weiterentwicklung der Theorie der Gleichstrommaschine I–II. Budapest: Akadémiai. 1975.
- Befejezetlen emlékiratok. Budapest: Benedikt Szvetlána. 2007.

## Emlékezete
Életműve előtti tisztelgésül az MTA Számítástechnikai és Automatizálási Kutatóintézet megalapította a Benedikt Ottó-díjat. Budapest XI. kerületében 1988 óta utca őrzi a nevét.